# Olympische Sommerspiele 2024/Gewichtheben – Schwergewicht (Frauen)
Das Gewichtheben der Frauen in der Klasse bis 81 kg (Schwergewicht) bei den Olympischen Sommerspielen 2024 in Paris fand am 10. August 2024 in der Arena Paris Sud 6 statt. Titelverteidigerin im Schwergewicht ist die Chinesin Wang Zhouyu, die in Tokio mit einer Zweikampfleistung von 270 kg gewann. Damals wurde der Wettkampf im Schwergewicht allerdings als Klasse bis 87 kg ausgetragen. Durch die Reduzierung der Gewichtsklassen von sieben auf fünf bei den Frauen zu den Spielen in Paris wurde das maximale Körpergewicht im Schwergewicht auf 81 kg abgesenkt. Siegerin des Wettkampfs wurde Solfrid Koanda. Die Norwegerin stellte dabei mit 154 kg im Stoßen und 275 kg im Zweikampf neue olympische Rekorde auf.

## Titelträgerinnen
| Olympische Spiele 2020         | Wang Zhouyu                  | 270 kg * | Tokio     |
| Weltmeisterschaften 2023       | Liang Xiaomei                | 281 kg   | Riad      |
| Afrikameisterschaften 2024     | Sara Ahmed                   | 253 kg   | Ismailia  |
| Panamerikameisterschaften 2024 | Neisi Dajomes                | 262 kg   | Caracas   |
| Asienmeisterschaften 2024      | Kim Su-hyeon                 | 254 kg   | Taschkent |
| Europameisterschaften 2024     | Weronika Zielińska-Stubińska | 235 kg   | Sofia     |
| Ozeanienmeisterschaften 2024   | Hayley Whiting               | 197 kg   | Auckland  |

## Rekorde

### Bestehende Rekorde
Vor Beginn der Olympischen Spiele waren folgende Rekorde gültig:
| Weltrekord         | Reißen    | Weltstandard **         | 127 kg |      | 1. November 2018  |
| Weltrekord         | Stoßen    | Liang Xiaomei           | 161 kg | Doha | 12. Dezember 2023 |
| Weltrekord         | Zweikampf | Liang Xiaomei           | 284 kg | Doha | 12. Dezember 2023 |
|                    |           |                         |        |      |                   |
| Olympischer Rekord | Reißen    | Olympischer Standard ** | 122 kg |      |                   |
| Olympischer Rekord | Stoßen    | Olympischer Standard ** | 150 kg |      |                   |
| Olympischer Rekord | Zweikampf | Olympischer Standard ** | 267 kg |      |                   |

### Neue Rekorde
| Olympischer Rekord | Stoßen    | Sara Ahmed     | 151 kg | Paris | 10. August 2024 |
| Olympischer Rekord | Stoßen    | Solfrid Koanda | 154 kg | Paris | 10. August 2024 |
| Olympischer Rekord | Zweikampf | Solfrid Koanda | 269 kg | Paris | 10. August 2024 |
| Olympischer Rekord | Zweikampf | Solfrid Koanda | 275 kg | Paris | 10. August 2024 |

## Qualifikation
Die zehn höchstplatzierten Athletinnen der Qualifikationsrangliste erhielten einen Quotenplatz. Dabei war nur eine Athletin pro Land zu berücksichtigen. Pro Geschlecht durften jedoch nur maximal drei Sportler eines NOKs über drei Gewichtsklassen verteilt eingesetzt werden. Zudem war ein Quotenplatz für denjenigen kontinentalen Verband vorgesehen, dessen Athletinnen sich nicht über die Qualifikationsrangliste einen Startplatz sichern konnten. Dabei erhielt die höchstplatzierte teilnahmeberechtigte Athletin dieses kontinentalen Verbandes den Quotenplatz. Um teilnahmeberechtigt zu sein, mussten die Athletinnen an den Weltmeisterschaften 2023, dem IWF World Cup 2024 und an mindestens drei weiteren Qualifikationsturnieren teilnehmen.

## Endergebnis
| Rang | Athletin                        | Nation                  | Kgw. | Reißen (kg) | Reißen (kg) | Reißen (kg) | Reißen (kg) | Stoßen (kg) | Stoßen (kg) | Stoßen (kg) | Stoßen (kg) | Zweikampf |
| Rang | Athletin                        | Nation                  | Kgw. | 1           | 2           | 3           | Gesamt      | 1           | 2           | 3           | Gesamt      | Zweikampf |
| ---- | ------------------------------- | ----------------------- | ---- | ----------- | ----------- | ----------- | ----------- | ----------- | ----------- | ----------- | ----------- | --------- |
| 1    | Solfrid Koanda                  | Norwegen                |      | 117         | 121         | 124         | 121         | 148         | 154         | 162         | 154         | 275       |
| 2    | Sara Ahmed                      | Ägypten                 |      | 113         | 117         | 119         | 117         | 146         | 151         | 155         | 151         | 268       |
| 3    | Neisi Dajomes                   | Ecuador                 |      | 118         | 118         | 122         | 122         | 145         | 145         | 151         | 145         | 267       |
| 4    | Eileen Cikamatana               | Australien              |      | 113         | 117         | 120         | 117         | 145         | 149         | 149         | 145         | 262       |
| 5    | Yudelina Mejía                  | Dominikanische Republik |      | 111         | 111         | 115         | 111         | 145         | 150         | 157         | 145         | 256       |
| 6    | Kim Su-hyeon                    | Südkorea                |      | 110         | 110         | 113         | 110         | 140         | 147         | 147         | 140         | 250       |
| 7    | Laura Amaro                     | Brasilien               |      | 105         | 110         | 110         | 105         | 130         | 135         | 140         | 135         | 240       |
| 8    | Rigina Adashbaeva               | Usbekistan              |      | 100         | 103         | 105         | 105         | 125         | 131         | 136         | 131         | 236       |
| 9    | Yekta Jamali                    | Refugee Olympic Team    |      | 95          | 99          | 103         | 103         | 124         | 128         | 133         | 128         | 231       |
| 10   | Mönchdschantsangiin Anchtsetseg | Mongolei                |      | 100         | 106         | 108         | 100         | 120         | 125         | —           | 125         | 225       |
| 11   | Ajah Pritchard-Lolo             | Vanuatu                 |      | 85          | 89          | 92          | 89          | 103         | 108         | 112         | 108         | 197       |
| —    | Ayamey Medina                   | Kuba                    |      | 96          | 100         | 103         | 100         | 120         | 120         | —           | —           | DNF       |
| —    | Weronika Zielińska-Stubińska    | Polen                   |      | 106         | 106         | 107         | —           | —           | —           | —           | —           | DNF       |